# Ilinca Dumitrescu
Ilinca Dumitrescu (n. 29 august 1952, București, România) este o pianistă româncă, laureată a Ordinului al Artelor și Literelor.
Nume de prestigiu al artei interpretative românești, personalitate artistică de anvergură internațională, pianista Ilinca Dumitrescu a concertat în orașe din cinci continente, 46 de țări, 39 de capitale ale lumii, în importante săli de concerte. 

## Biografie
Studii muzicale la vârsta de 5 ani, cu Iolanda Zaharia (pian), apoi la Liceul de Muzică nr. 1 din București (1959-1971), cu Maria Șova (pian), Constantin A. Ionescu (teorie-solfegiu), iar în particular cu Cella Delavrancea și Lidia Cristian (pian), Mihail Jora (armonie), și la Conservatorul „P.I. Ceaikovski” din Moscova (1971-1978), absolvit cu Diplomă de Merit, cu Stanislav C. Neuhaus și Iakov V. Flier (pian), Alexandr A. Melnikov și Mark V. Milmann (muzică de cameră), Leonid M. Jirov (acompaniament), Alexandr A. Nikolaev (istoria pianului, metodică). A debutat în Studioul Radioteleviziunii Române din București (22 I 1968) cu Orchestra Simfonică a Radioteleviziunii Române, sub bagheta lui Emanuel Elenescu, interpretând Concertul în LA major, KV 488 de Mozart. Solistă-concertistă la Filarmonica din Ploiești (1980-1991), solistă-concertistă (din 1992) și directoare (din 1994) la Muzeul Național „George Enescu” din București. Este membră de onoare a Societății Internaționale de Muzică Contemporană (SIMC), 1993. 
S-a născut la București, într-o familie de artiști (tatăl – compozitorul Ion Dumitrescu, profesor universitar emerit, membru corespondent al Institutului Franței – Académie des Beaux-Arts, mama – poeta și actrița Mariana Dumitrescu). A studiat cu profesori celebri: Cella Delavrancea și Mihail Jora în România, Stanislav Neuhaus și Iakov Flier la Conservatorul de Stat P. I. Ceaikovski din Moscova, absolvit în 1978 cu distincția maximă Diplomă de Merit. Este deținătoarea celor mai importante premii în țara sa natală (Premiul Academiei Române – 1995, Premiul Institutului Cultural Român – 2003, Premiul Radio România Cultural – 2005 etc.), dar și a multor distincții internaționale (printre care Commendatore dell’Ordine della Stella della Solidarietà Italiana - 2005, acordată de către Președintele Republicii Italiene, și Chevalier de l'Ordre des Arts et Lettres – 2012, din partea guvernului francez). În anul 2013, Ilinca Dumitrescu a primit Premiul Forumului Muzical Român pentru întreaga activitate, după o prestigioasă carieră artistică de-a lungul a cinci decenii.
Activitatea sa artistică se desfășoară în varii domenii: pe lângă aceea de pianistă concertistă (în 1980 devine solistă concertistă de stat), este și muzicolog (obține titlul de Doctor la Universitatea Națională de Muzică București cu calificativul maxim summa cum laude), pedagog (a predat cursuri de măiestrie în Cehia – 1991 – 1997 - Festivalul Internațional al Boemiei de Sud – patronat de Lord Yehudi Menuhin,  S.U.A., Brazilia, India, China, Vietnam, Japonia, Malaysia, Perú), muzeolog (între anii 1994 – 2006 a fost director al Muzeului Național George Enescu din București), realizator și producător TV al emisiunii Ilinca Dumitrescu și invitații săi (postul de televiziune România de Mâine, unde a și condus Departamentul Muzical aproape un deceniu).
Deține o discografie semnificativă, discul său 14 Sonate de Domenico Scarlatti fiind selecționat în 1986 de către International Record Critics Award, reunit la New York, printre cele mai bune albume ale anului, stând alături de cele ale unor Emil Gilels, Radu Lupu sau Murray Perahia.
Face parte frecvent din juriile internaționale ale unor concursuri de pian sau alte domenii muzicale. A participat la diverse și prestigioase festivaluri internaționale, unele patronate de Lord Yehudi Menuhin. Îi sunt dedicate multe lucrări pentru pian și a realizat numeroase prime audiții.

## Repertoriu
Repertoriul său extrem de vast include concerte cu orchestră (marile opusuri din creația clasică și romantică), piese de recital solo (printre care programe de autor – Bach, Scarlatti, Haydn, Mozart, Beethoven, Schumann, Chopin, Schubert, Albéniz, Sibelius, Messiaen, Enescu, Jora – integrala creației pentru pian), muzică de cameră, lied, o preocupare aparte fiind promovarea muzicii românești clasice și contemporane, dar și a creației universale din sec. XX – XXI.

## Familie
Ilinca Dumitrescu provine dintr-o familie muzicală din Vâlcea. Este fiica compozitorului Ion Dumitrescu, nepoata compozitorului Gheorghe Dumitrescu și verișoara primară a pianistului Tudor Dumitrescu.